# شلوار پوشاندن به فیلیپ
شلوار پوشاندن به فیلیپ (انگلیسی: Putting Pants on Philip) فیلمی در ژانر کمدی و زوج هنری به کارگردانی کلاید براکمن است که در سال ۱۹۲۷ منتشر شد.

## بازیگران
- استن لورل
- اولیور هاردی
- دورتی کابرن
- سام لافکین
- جک هیل
- هاروی کلارک
- جک هیل
- چارلز اِی. باکمن
- لی فلپس